# Вильгельм, Вилли
Вилли Вильгельм (нидерл. Wilhelmus Paul Karel «Willy» Wilhelm; род. 16 сентября 1958, Хертогенбос) — голландский дзюдоист, чемпион и призёр чемпионатов Нидерландов и Европы, чемпион и призёр чемпионатов мира среди военнослужащих, призёр чемпионатов мира, участник летних Олимпийских игр 1984 года в Лос-Анджелесе. Выступал в тяжёлой весовой категории (свыше 95 кг). На Олимпиаде занял 11-е место.